# Ribe stift

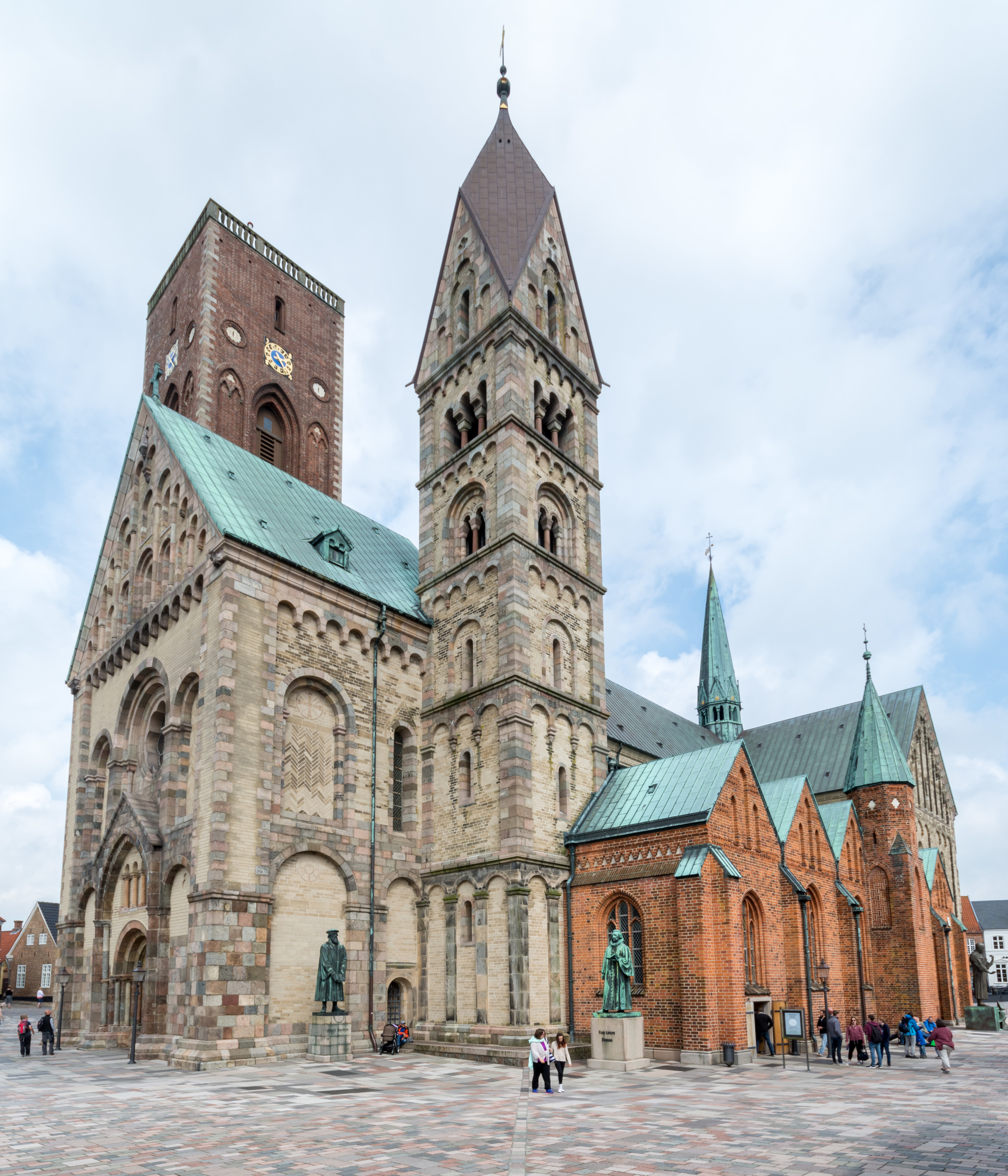
Vor Frue Kirke, Ribe.

Ribe stift är ett stift i danska folkkyrkan i Danmark med tidigmedeltida anor. Mer om dess tidiga historia finns i artikeln om Ribe. Bland annat var Ribe biskopssäte redan år 948.
Stiftet omfattar idag sydvästra Jylland och Sønderjylland, söder om Viborgs stift och väster om Haderslevs stift. År 1922 avsöndrades från stiftet en del av östra Sønderjylland och Jylland för att tillsammans med andra landområden bilda Haderslevs stift. – Domkyrka i stiftet är Vor Frue Kirke i Ribe (Ribe domkyrka).